# Grand Prix-wegrace der Naties 1960
De Grand Prix-wegrace der Naties 1960 was de zevende en laatste Grand Prix van het wereldkampioenschap wegrace voor motorfietsen in het seizoen 1960. De races werden verreden op 11 september 1960 op het Autodromo Nazionale di Monza nabij Monza in de Italiaanse regio Lombardije. Alleen de soloklassen kwamen aan de start en de wereldtitel in de 250cc-klasse werd hier beslist.

## Algemeen
Net als in het vorige jaar wist de Italiaanse organisatie niet minder dan zes races op een dag te organiseren. In de ochtend reed men een nationale 125cc-race, die werd gewonnen door Ducati-rijder Franco Farnè, en een 175cc-race, waar de overwinning ex aequo naar Francesco Villa (Ducati) en Paolo Baronciani (MotoBi) ging.

## 500cc-klasse
In de 500cc-race waren de MV Agusta 500 4C's zo oppermachtig, dat John Surtees en Emilio Mendogni als enigen binnen dezelfde ronde finishten. John Hartle scoorde twee punten, waardoor hij de verongelukte Bob Brown van de derde plaats in de eindstand verdrong.
| Pos | Coureur           | Merk      | Tijd      | Punten |
| --- | ----------------- | --------- | --------- | ------ |
| 1   | John Surtees      | MV Agusta | 1:05"14'0 | 8      |
| 2   | Emilio Mendogni   | MV Agusta | +1"16'7   | 6      |
| 3   | Mike Hailwood     | Norton    | +1 ronde  | 4      |
| 4   | Paddy Driver      | Norton    | +1 ronde  | 3      |
| 5   | John Hartle       | Norton    | +1 ronde  | 2      |
| 6   | Jim Redman        | Norton    | +2 ronden | 1      |
| 7   | Hugh Anderson     | Norton    | +2 ronden |        |
| 8   | Jack Findlay      | Norton    | +2 ronden |        |
| 9   | Dickie Dale       | Norton    | +3 ronden |        |
| 10  | Jacques Insermini | Norton    | +3 ronden |        |
| 11  | Lothar John       | BMW       | +3 ronden |        |
| 12  | Heinz Kauert      | Matchless | +3 ronden |        |
| 13  | Vasco Loro        | Norton    | +5 ronden |        |

| Coureur             | Merk      | Oorzaak |
| ------------------- | --------- | ------- |
| Hans-Günther Jäger  | BMW       |         |
| Rudolf Gläser       | Norton    |         |
| Bob Anderson        | Norton    |         |
| Alfredo Milani      | Gilera    |         |
| Artemio Cirelli     | Gilera    |         |
| Benedetto Zambotti  | Gilera    |         |
| Emanuele Maugliani  | Gilera    |         |
| Giuseppe Dardanello | Norton    |         |
| Giuseppe Mantelli   | Gilera    |         |
| Luigi Marcelli      | Norton    |         |
| Paolo Campanelli    | Norton    |         |
| Remo Venturi        | MV Agusta |         |
| Renzo Rossi         | Gilera    |         |
| Martinus Van Son    | Norton    |         |

| Coureur        | Merk      | Oorzaak   |
| -------------- | --------- | --------- |
| Ladi Richter   | Norton    |           |
| Bob Brown (†)  | Norton    | Overleden |
| Tom Phillis    | Norton    |           |
| Alan Shepherd  | Matchless |           |
| Ralph Rensen   | Norton    |           |
| Fumio Ito      | BMW       |           |
| John Hempleman | Norton    |           |

### Top tien eindstand 500cc-klasse
| Pos | Coureur         | Merk             | Ptn     |
| --- | --------------- | ---------------- | ------- |
| 1   | John Surtees    | MV Agusta        | 32 (46) |
| 2   | Remo Venturi    | MV Agusta        | 26      |
| 3   | John Hartle     | MV Agusta/Norton | 16      |
| 4   | Bob Brown (†)   | Norton           | 15      |
| 5   | Emilio Mendogni | MV Agusta        | 15      |
| 6   | Mike Hailwood   | Norton           | 13      |
| 7   | Paddy Driver    | Norton           | 9       |
| 8   | Dickie Dale     | Norton           | 6       |
| 9   | Jim Redman      | Norton           | 5       |
| 10  | Tom Phillis     | Norton           | 4       |
| 10  | Alan Shepherd   | Matchless        | 4       |

## 350cc-klasse
Gary Hocking won de 350cc-race, en dat was ook nodig om zijn tweede plaats in het wereldkampioenschap veilig te stellen. Die werd bedreigd door John Hartle, maar Hartle moest in deze race ook Jawa-rijder František Šťastný voor laten. John Surtees gaf op toen zijn MV Agusta 350 4C vermogen begon te verliezen.
| Pos | Coureur           | Merk      | Tijd      | Punten |
| --- | ----------------- | --------- | --------- | ------ |
| 1   | Gary Hocking      | MV Agusta | 52"45'0   | 8      |
| 2   | František Šťastný | Jawa      | +28'1     | 6      |
| 3   | John Hartle       | Norton    | +1"30'1   | 4      |
| 4   | Dickie Dale       | Norton    | +1 ronde  | 3      |
| 5   | Bob Anderson      | Norton    | +1 ronde  | 2      |
| 6   | Hugh Anderson     | AJS       | +1 ronde  | 1      |
| 7   | Rudi Thalhammer   | Norton    | +1 ronde  |        |
| 8   | Paddy Driver      | Norton    | +1 ronde  |        |
| 9   | Hans Pesl         | Norton    | +1 ronde  |        |
| 10  | Alfredo Milani    | Norton    | +2 ronden |        |
| 11  | Jacques Insermini | Norton    | +2 ronden |        |
| 12  | Osvaldo Perfetti  | Bianchi   | +2 ronden |        |
| 13  | Hans Kauert       | AJS       | +2 ronden |        |
| 14  | Rudolf Gläser     | Norton    | +3 ronden |        |

| Coureur           | Merk      | Oorzaak          |
| ----------------- | --------- | ---------------- |
| Ken Kavanagh      | Ducati    |                  |
| Horst Kassner     | Onbekend  |                  |
| Geoff Tanner      | Norton    | Ongeval          |
| John Surtees      | MV Agusta | Vermogensverlies |
| Mike Hailwood     | Ducati    |                  |
| Ernesto Brambilla | Bianchi   |                  |
| Gianfranco Muscio | Bianchi   |                  |

| Coureur       | Merk   | Oorzaak   |
| ------------- | ------ | --------- |
| Bob Brown (†) | Norton | Overleden |

| Coureur        | Merk              |
| -------------- | ----------------- |
| Bob McIntyre   | Potts Special-AJS |
| Derek Minter   | Norton            |
| Ralph Rensen   | Norton            |
| Frank Perris   | Norton            |
| John Hempleman | Norton            |

### Top tien eindstand 350cc-klasse
| Pos | Coureur           | Merk              | Ptn     |
| --- | ----------------- | ----------------- | ------- |
| 1   | John Surtees      | MV Agusta         | 22 (26) |
| 2   | Gary Hocking      | MV Agusta         | 22      |
| 3   | John Hartle       | MV Agusta/Norton  | 18      |
| 4   | František Šťastný | Jawa              | 12      |
| 5   | Bob Anderson      | Norton            | 10      |
| 6   | Bob Brown (†)     | Norton            | 6       |
| 7   | Hugh Anderson     | AJS               | 5       |
| 8   | Dickie Dale       | Norton            | 5       |
| 9   | Paddy Driver      | Norton            | 5       |
| 10  | Bob McIntyre      | Potts Special-AJS | 4       |

## 250cc-klasse
In de 250cc-klasse kon Gary Hocking theoretisch nog op gelijke hoogte komen met Carlo Ubbiali, maar dan moest hij winnen en mocht Ubbiali niet scoren. Het ging echter omgekeerd: Ubbiali won en Hocking viel uit. Jim Redman reed de Honda RC 161 naar de tweede plaats en Ernst Degner werd met de MZ RE 250 derde. Opmerkelijk was dat de Ducati 250 Desmo, die voor Mike Hailwood was ontwikkeld met geld van Mike's vader Stan, nu ook in handen kwam van Alberto Pagani, die het seizoen was begonnen met het prototype van de Aermacchi Ala d'Oro 250. Gilberto Milani trad ook aan met een Honda RC 161, waarschijnlijk van Tom Phillis, die in Italië in geen enkele klasse startte.
| Pos | Coureur               | Merk      | Tijd      | Punten |
| --- | --------------------- | --------- | --------- | ------ |
| 1   | Carlo Ubbiali         | MV Agusta | 43"14'8   | 8      |
| 2   | Jim Redman            | Honda     | +40'4     | 6      |
| 3   | Ernst Degner          | MZ        | +41'2     | 4      |
| 4   | Kunimitsu Takahashi   | Honda     | +42'9     | 3      |
| 5   | Gilberto Milani       | Honda     | +1"16'8   | 2      |
| 6   | Yukio Satoh           | Honda     | +1"39'1   | 1      |
| 7   | Alberto Pagani        | Ducati    | +1"39'4   |        |
| 8   | František Šťastný     | Jawa      | +1 ronde  |        |
| 9   | Horst Kassner         | NSU       | +2 ronden |        |
| 10  | John Dixon            | Adler     | +2 ronden |        |
| 11  | Alberto Gandossi      | MZ        | +3 ronden |        |
| 12  | Michael Schneider     | NSU       | +3 ronden |        |
| 13  | Xaver Heiß            | NSU       | +3 ronden |        |
| 14  | Siegfried Lohmann     | Adler     | +3 ronden |        |
| 15  | Gianemilio Marchesani | CM        | +4 ronden |        |

| Coureur            | Merk      | Oorzaak |
| ------------------ | --------- | ------- |
| Rudi Thalhammer    | NSU       |         |
| Luigi Taveri       | MV Agusta |         |
| Fritz Kläger       | Onbekend  |         |
| Günter Beer        | Adler     |         |
| Mike Hailwood      | Ducati    |         |
| Alessandro Brabetz | Benelli   |         |
| Silvio Grassetti   | Benelli   |         |
| John Hempleman     | MZ        |         |
| Gary Hocking       | MV Agusta |         |

| Coureur           | Merk   | Oorzaak      |
| ----------------- | ------ | ------------ |
| Bob Brown (†)     | Honda  | Overleden    |
| Tom Phillis       | Honda  |              |
| Dickie Dale       | MZ     | Geen machine |
| Tarquinio Provini | Morini | Blessure     |
| Kenjiro Tanaka    | Honda  |              |
| Moto Kitano       | Honda  |              |
| Naomi Taniguchi   | Honda  | Blessure     |

### Top tien eindstand 250cc-klasse
| Pos | Coureur             | Merk           | Ptn     |
| --- | ------------------- | -------------- | ------- |
| 1   | Carlo Ubbiali       | MV Agusta      | 32 (44) |
| 2   | Gary Hocking        | MV Agusta      | 28      |
| 3   | Luigi Taveri        | MV Agusta      | 11      |
| 4   | Jim Redman          | Honda          | 10      |
| 5   | Mike Hailwood       | Ducati/Mondial | 8       |
| 6   | Tom Phillis         | Honda          | 6       |
| 7   | Kunimitsu Takahashi | Honda          | 6       |
| 8   | Ernst Degner        | MZ             | 5       |
| 9   | Tarquinio Provini   | Morini         | 4       |
| 9   | Kenjiro Tanaka      | Honda          | 4       |

## 125cc-klasse
De 125cc-race eindigde in een sprint naar de finish tussen Carlo Ubbiali, Bruno Spaggiari en Ernst Degner. Zij finishten in deze volgorde binnen een halve seconde. Ook de strijd om de vierde plaats was spannend met slechts 0,1 seconde verschil tussen Jim Redman en Gary Hocking.
| Pos | Coureur               | Merk      | Tijd      | Punten |
| --- | --------------------- | --------- | --------- | ------ |
| 1   | Carlo Ubbiali         | MV Agusta | 39"28'1   | 8      |
| 2   | Bruno Spaggiari       | MV Agusta | +0'2      | 6      |
| 3   | Ernst Degner          | MZ        | +0'4      | 4      |
| 4   | Jim Redman            | Honda     | +36'9     | 3      |
| 5   | Gary Hocking          | MV Agusta | +37'0     | 2      |
| 6   | Kunimitsu Takahashi   | Honda     | +1"24'3   | 1      |
| 7   | Yukio Satoh           | Honda     | +1"33'4   |        |
| 8   | Werner Musiol         | MZ        | +1"38'0   |        |
| 9   | Rex Avery             | EMC       | +1"38'8   |        |
| 10  | Franco Farnè          | Ducati    | +1 ronde  |        |
| 11  | Gianemilio Marchesani | Mondial   | +2 ronden |        |
| 12  | Alessandro Brabetz    | Ducati    | +2 ronden |        |
| 13  | Giuseppe Mandolini    | Ducati    | +2 ronden |        |
| 14  | Ulf Svensson          | Ducati    | +2 ronden |        |
| 15  | Zucchi                | Ducati    | +2 ronden |        |
| 16  | Roberto Patrignani    | Ducati    | +2 ronden |        |
| 17  | De Simone             | Ducati    | +2 ronden |        |
| 18  | Bert Schneider        | Rumi      | +3 ronden |        |

| Coureur          | Merk     | Oorzaak |
| ---------------- | -------- | ------- |
| John Hempleman   | MZ       |         |
| Alberto Gandossi | MZ       |         |
| Vittorio Zito    | Onbekend |         |
| Vincenzo Rippa   | Onbekend |         |
| Francesco Villa  | Ducati   |         |
| Franco Latini    | Onbekend |         |

| Coureur         | Merk  | Oorzaak      |
| --------------- | ----- | ------------ |
| Naomi Taniguchi | Honda | Blessure     |
| Bob Anderson    | MZ    | Geen machine |

| Coureur       | Merk      |
| ------------- | --------- |
| Luigi Taveri  | MV Agusta |
| Mike Hailwood | Ducati    |
| Giichi Suzuki | Honda     |

### Top tien eindstand 125cc-klasse
| Pos | Coureur             | Merk         | Ptn     |
| --- | ------------------- | ------------ | ------- |
| 1   | Carlo Ubbiali       | MV Agusta    | 24 (32) |
| 2   | Gary Hocking        | MV Agusta    | 18 (22) |
| 3   | Ernst Degner        | MZ           | 16 (18) |
| 4   | Bruno Spaggiari     | MV Agusta    | 12      |
| 5   | John Hempleman      | MZ           | 10      |
| 6   | Luigi Taveri        | MV Agusta    | 6       |
| 7   | Jim Redman          | Honda/Ducati | 6       |
| 8   | Alberto Gandossi    | MZ           | 4       |
| 9   | Bob Anderson        | MZ           | 2       |
| 10  | Naomi Taniguchi     | Honda        | 1       |
| 10  | Giichi Suzuki       | Honda        | 1       |
| 10  | Mike Hailwood       | Ducati       | 1       |
| 10  | Kunimitsu Takahashi | Honda        | 1       |

1922 · 1923 · 1924 · 1925 · 1926 · 1927 · 1928 · 1929 · 1930 · 1931 · 1932 · 1933 · 1934 · 1935 · 1936 · 1937 · 1938 · 1939 · 1947 · 1948 · 1949 · 1950 · 1951 · 1952 · 1953 · 1954 · 1955 · 1956 · 1957 · 1958 · 1959 · 1960 · 1961 · 1962 · 1963 · 1964 · 1965 · 1966 · 1967 · 1968 · 1969 · 1970 · 1971 · 1972 · 1973 · 1974 · 1975 · 1976 · 1977 · 1978 · 1979 · 1980 · 1981 · 1982 · 1983 · 1984 · 1985 · 1986 · 1987 · 1988 · 1989 · 1990